# Johannes Versmann
Johannes Georg Andreas Versmann, né le 7 décembre 1820 dans le quartier St. Pauli de Hambourg et mort le 28 juillet 1899 dans la même ville, est un avocat et premier bourgmestre de Hambourg.

## Biographie
Né le 7 décembre 1820 dans le quartier St. Pauli de Hambourg, il est le troisième fils du pharmacien Johann Ernst Versmann. 
Il étudie d'abord les sciences naturelles et la médecine à Iéna pendant deux ans à partir de Pâques 1840, puis la jurisprudence à Göttingen et Heidelberg. Après avoir obtenu son doctorat en droit le 26 août 1844, il s'installe comme avocat à Hambourg, où il parvient en quelques années à une position prestigieuse parmi les avocats hambourgeois. Il participe activement à la vie publique, en particulier pendant les journées de mars 1848, lorsqu'il s'agit de réorganiser la situation politique de Hambourg. Avec deux jeunes frères, il s'engage dans l'armée du Schleswig-Holstein en tant que franc-tireur. Il est fait prisonnier par les danois lors de la bataille de Bau, le 9 avril 1848, mais est libéré à la suite de l'armistice de Malmö. Élu à la Constituante, il se rallie à la majorité radicale; le 14 décembre 1848, il devient le deuxième vice-président de l'Assemblée, puis son président trois mois plus tard. Johannes Versmann ne participe pas directement à l'élaboration de l'œuvre constitutionnelle proprement dite, mais il s'identifie parfaitement avec le projet de constitution de la Constituante. À partir du 21 août 1851, il fait partie du nouveau tribunal de commerce en tant que vice-président. Le 14 mai 1853, il épouse Thekla Stammann. Au début de l'année 1859, il participe aux manifestations en faveur de la Constitution de 1850, bien que ses opinions politiques soient devenues plus modérées au fil des années. Le 18 mars 1859, il élu président du tribunal de commerce et, de mai à décembre de la même année, il participe en tant que plénipotentiaire hambourgeois aux conférences de Hambourg pour la discussion d'un droit maritime allemand commun. Le 6 décembre 1859, Johannes Versmann est élu provisoirement, puis définitivement quelques jours plus tard, président de la première assemblée élue. Il contribue largement à ce qu'un accord soit trouvé sur tous les points encore litigieux de la constitution, de sorte qu'elle peut être publiée le 28 septembre 1860. Le 16 décembre 1861, il est élu au Sénat; à partir de 1887, il occupe neuf fois le poste de maire. Au Sénat, il participe entre autres à la réorganisation de la justice hambourgeoise et aux travaux difficiles qu'exige la loi d'introduction du premier code de commerce allemand. En 1862, il entre à l'Oberschulbehörde, où il déploie jusqu'en 1878 une activité très positive. Il rend notamment de grands services à la fondation de l'école professionnelle publique de Hambourg. En 1863, Johannes Versmann devient membre de la députation pour les impôts indirects et y est chargé de l'exposé des affaires douanières et comptables. 
Après la mort de Frédéric VII de Danemark (15 novembre 1863), Johannes Versmann se prononce, comme la majorité des patriotes allemands, pour le droit de succession du duc d'Augustenburg. Le 14 décembre de la même année, il propose au Sénat que des mesures soient prises pour la protection des côtes en vue des conflits armés attendus avec le Danemark, avec le succès que l'on sait : le Sénat approuve et la bourgeoisie, après une certaine résistance que Petersen ne contribue pas à vaincre, adopte une proposition sénatoriale dans ce sens. Dans les jours critiques de l'année 1866, Johannes Versmann forme avec Merck et Kirchenpauer la commission chargée de répondre à la note de l'ambassadeur prussien v. Richthofen du 16 juin, concernant l'adhésion de Hambourg à la nouvelle alliance projetée par la Prusse. Comme Kirchenpauer et Petersen, Johannes Versmann arrive à la conclusion que Hambourg ne peut pas refuser le contingent demandé par la Prusse, et il fait partie des commissaires du Sénat qui, le 30 juin et le 2 juillet, ont à négocier avec les hommes de confiance de la bourgeoisie. Lors de la séance décisive de la bourgeoisie, le 4 juillet, Johannes Versmann est à nouveau présent avec Petersen en tant que commissaire du Sénat, et les efforts des deux hommes font qu'ils réussissent à obtenir que la mise en place du contingent soit accordée et qu'une décision soit ainsi prise, qui assure à nouveau l'indépendance menacée de Hambourg. 
Après la création de la Confédération de l'Allemagne du Nord, Johannes Versmann se rend à Berlin durant l'été 1867 pour assister Kirchenpauer dans les négociations sur le Zolllaversum et permet ainsi la mise en place d'un accord. Il intervient également avec succès dans la question du règlement des relations entre le port franc de Hambourg et le territoire de l'union douanière. Sur la question du rattachement douanier de Hambourg, qui est à nouveau discutée dans les années 1870, il parvient, après un examen approfondi, à la conclusion que toute modification de la situation existante porterait gravement atteinte à la compétitivité de Hambourg. Le 19 avril 1880, la Prusse ayant demandé au Bundesrat de rattacher non seulement la ville prussienne d'Altona, mais aussi une partie de St. Pauli à la communauté douanière allemande, Johannes Versmann se rend à Berlin le 27 avril pour prendre la place de Kirchenpauer comme plénipotentiaire auprès du Bundesrat. Avec prudence et pondération, il fait valoir, lors des négociations, les réserves que le point de vue hambourgeois opposait aux efforts de Bismarck pour obtenir le rattachement douanier de Hambourg, sans qu'une entente ne soit pour l'instant même ébauchée. En automne 1880, Johannes Versmann entreprend avec le sénateur O'Swald, Roeloffs et Arthur Lutteroth un voyage d'information à Anvers, Rotterdam, Amsterdam, Londres et Liverpool, qui lui permet de comprendre sur quelle base il faudrait, le cas échéant, négocier avec le gouvernement impérial le rattachement douanier de Hambourg. En décembre 1880 et au début de l'année 1881, Johannes Versmann participe avec O'Swald et Roeloffs à des « entretiens informatifs » qui ont lieu entre eux d'une part et l'inspecteur en chef des douanes prussien Klostermann d'autre part, et dans des entretiens avec le ministre prussien des finances Bitter, Johannes Versmann discute des aspects principaux et politiques de l'affaire. Le 25 mars 1881, il propose au Sénat d'entamer de véritables négociations avec le gouvernement impérial; en avril, il mène ces négociations à Berlin en compagnie d'O'Swald et de Roeloffs, et en mai, il prend part, avec O'Swald et Krüger, aux négociations qui ont pour but d'établir définitivement l'accord. Lors de la séance décisive de la bourgeoisie du 15 juin, Johannes Versmann entreprend notamment de réfuter les objections formulées contre l'accord, et après que le Bundesrat ait approuvé l'accord le 25 juin, Johannes Versmann propose au nom du Sénat que le Bundesrat décide du rattachement de Hambourg au territoire douanier. Au cours des débats du Reichstag sur cette question, Johannes Versmann peut intervenir à plusieurs reprises pour que toutes les difficultés qui se présentent soient éliminées. Il fait ensuite partie des trois commissions chargées de préparer le rattachement douanier à Hambourg, et est en leur sein le centre donné de tous les efforts visant à l'achèvement de cette grande œuvre. Le 29 octobre 1888, lorsque la dernière pierre des constructions nécessaires au raccordement douanier est posée en présence de l'empereur Guillaume II, Johannes Versmann peut représenter sa ville natale en compagnie de Petersen.
Jusqu'à un âge avancé, Johannes Versmann s'engage dans les domaines les plus divers de la vie publique; un éclat particulier rejaillit sur les dernières années de sa vie, lorsque, à l'instar de Petersen, il bénéficie de l'amitié de Bismarck. Johannes Versmann meurt le 28 juillet 1899 après une longue maladie.